# Hadja Fatimata Ouattara
Pour les articles homonymes, voir Ouattara.
Hadja Fatimata Ouattara, de son nom de naissance Hadja Fatimata Sanon, est une femme politique burkinabé. Elle fut Ministre de l'Économie numérique, des Postes et de la Transformation digitale de 2017 à 2022 sous la présidence de Roch Marc Christian Kaboré. Elle est également élue députée de la région des Hauts-Bassins en 2020.

## Biographie

### Formation et débuts
De son nom de naissance Hadja Fatimata Sanon, elle étudie à l'École supérieure d'informatique (ESI) de l'Université polytechnique de Bobo-Dioulasso (désormais l'université Nazi-Boni), ainsi qu'au Centre international d’études supérieures appliquées (CIESA) du Canada. Elle décroche un diplôme d'ingénieur des travaux informatiques, ainsi qu'un master en réseau informatique et multimédia.
Ingénieure de conception en informatique, c'est une spécialiste des TIC. Elle est notamment secrétaire générale de la fondation « Femmes, TIC et Développement durable » et est membre accrédité auprès de l'ICANN au titre de la société civile africaine,. 
Elle milite en outre pour la promotion des logiciels libres à travers deux organisations qu'elle a cofondé : l'Association burkinabè pour Linux et les logiciels libres (A3LBF), et le Réseau africain des logiciels libres,.

### Ministre
Le 20 février 2017, elle est nommée ministre du Développement de l'économie numérique et des Postes dans le gouvernement de Paul Kaba Thiéba. En janvier 2019, elle conserve son poste au sein du nouveau gouvernement Dabiré. 
Elle est élue députée de la région des Hauts-Bassins à l'issue des élections de novembre 2020, sous la bannière du Mouvement du peuple pour le progrès. 
En janvier 2021, elle est reconduite à son poste de Ministre de l'Économie numérique dans le second gouvernement de Christophe Dabiré, le domaine de la transformation digitale étant ajouté à l'intitulé de son ministère. Elle conserve également son poste au sein du gouvernement de Lassina Zerbo en décembre 2021, son ministère changeant de nom pour l'occasion, devenant le Ministère de la Transition digitale, des Postes et des Communications électroniques. Elle doit cependant quitter le gouvernement lors du coup d'État de janvier 2022.